# Новониколаевка (Рузский городской округ)
Новониколаевка — деревня в Рузском районе Московской области России, входит в состав сельского поселения Дороховское. Население 13 человек на 2006 год. До 2006 года Новониколаевка входила в состав Космодемьянского сельского округа.
Деревня расположена на юге района, примерно в 30 километрах к югу от Рузы, высота центра над уровнем моря 207 м. Ближайшие населённые пункты — деревни Новоивановское и Петропавловское — в 1,5 километрах восточнее и Ленинка — в 3 километрах на юго-запад.